# Kłobuczyn (przystanek kolejowy)
Kłobuczyn – przystanek kolejowy i posterunek odgałęźny w Kłobuczynie, w woj. dolnośląskim, w Polsce.